# Jehan Du Seigneur
Jehan Du Seigneur, pseudonyme de Jean Bernard Duseigneur, est un sculpteur romantique français né à Paris le 23 juin 1808 et mort dans cette même ville le 6 mars 1866.
Actif entre 1831 et 1866, il est membre de l'Institut historique.

## Biographie

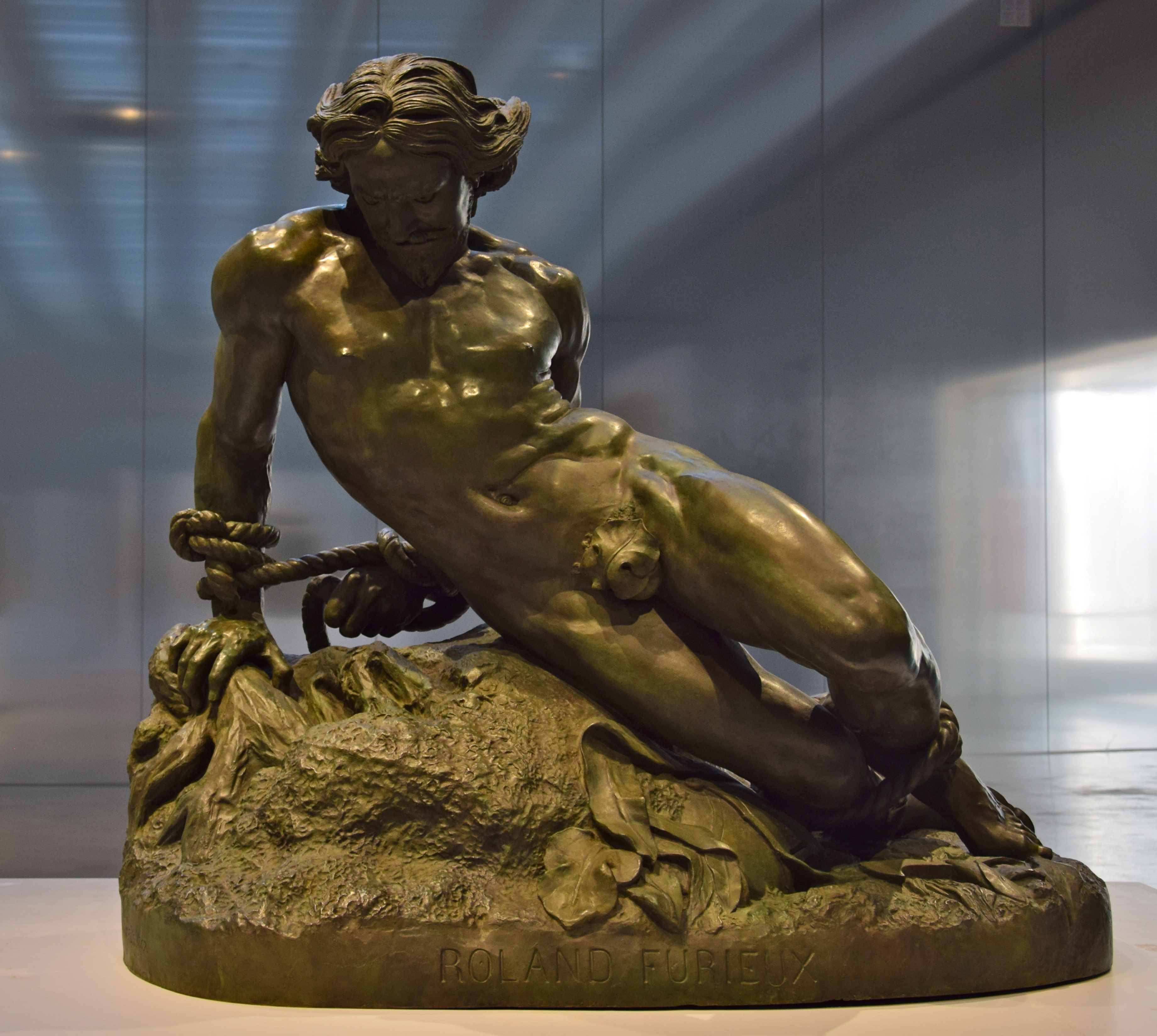
Roland Furieux (sculpté en 1831, fonte de 1867), Paris, musée du Louvre.

Jehan Du Seigneur étudie dans les ateliers de Charles Dupaty, François Joseph Bosio et Jean-Pierre Cortot. Vers 1830, il déserte l'école classique, cherchant dans le Moyen Âge chevaleresque et chrétien des inspirations nouvelles. Il fait partie du cénacle qui se groupe autour de Victor Hugo. Au Salon Parisien de 1831, il expose un Roland furieux, d'après un sujet de l’Arioste, qui le rend célèbre. Cette pièce, fondue en bronze en 1867 aujourd'hui conservsée au musée du Louvre, est souvent considérée comme un manifeste de sculpture romantique.
Du Seigneur prend, par la suite, une direction toute mystique, se consacrant presque exclusivement à la décoration des églises. L'autre partie de sa carrière est surtout consacrée aux bustes et médaillons tel celui de Jacques de Rougé, marquis du Plessis-Bellière dans la galerie des Batailles du château de Versailles. Il est également un écrivain de mérite.
Il fréquente le Cénacle de Victor Hugo, avant d'accueillir chez lui le Petit-Cénacle, où se retrouvent des artistes tels Théophile Gautier, Gérard de Nerval, Auguste Maquet ou le poète frénétique Pétrus Borel, qui en fera l'un des dédicataires de ses Rhapsodies.
Il exécute entre autres un chemin de croix pour un prieuré de bénédictins, actuellement église paroissiale Saint-Éloi, à Iffendic, plusieurs médaillons de bronze, dont l'un, représentant Gérard de Nerval, est situé dans le square Saint-Jacques, au pied de la tour, non loin du lieu où celui-ci fut retrouvé pendu.

## Œuvre
- Roland Furieux (1831), bronze de 1867, Paris, musée du Louvre.
- Petrus Borel, médaillon de plâtre, 1832, Paris, musée Carnavalet.
- La Camaraderie, salon de 1833[2].
- La Conversion de Saint-Augustin, Paris, basilique Notre-Dame-des-Victoires.
- Dagobert Ier, marbre, château de Versailles.
- La Mise en croix de Notre-Seigneur Jésus-Christ, Paris, église Saint-Roch.
- Sainte-Agnès, Paris, église de la Madeleine.
- Saint-Pierre, Paris, église Notre-Dame-des-Victoires.
- Saint-Léonard, Paris, tour Saint-Jacques.
- Saint-Michel vainqueur de Satan[réf. nécessaire].
- La Vierge et l'enfant Jésus[réf. nécessaire].
- Une larme pour une goutte d'eau[réf. nécessaire].
- Buste de Charles Duclos-Pinot, Dinan.
- Résurrection du Christ, Paris, cimetière du Père-Lachaise, chapelle Biré.
- Gisant de l'archiprêtre Tavernier, 1866, Saint-Quentin, basilique Saint-Quentin[4].

Œuvres de Jehan Du Seigneur
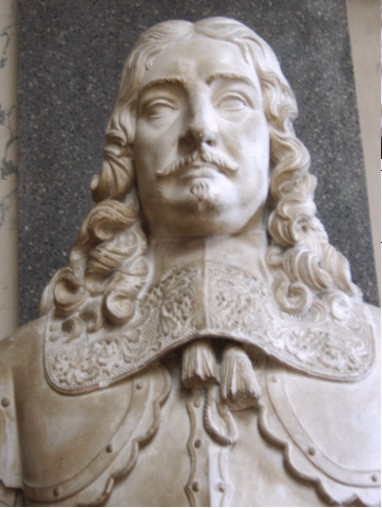
Buste de Jacques de Rougé, marquis du Plessis-Bellière, galerie des Batailles du château de Versailles.
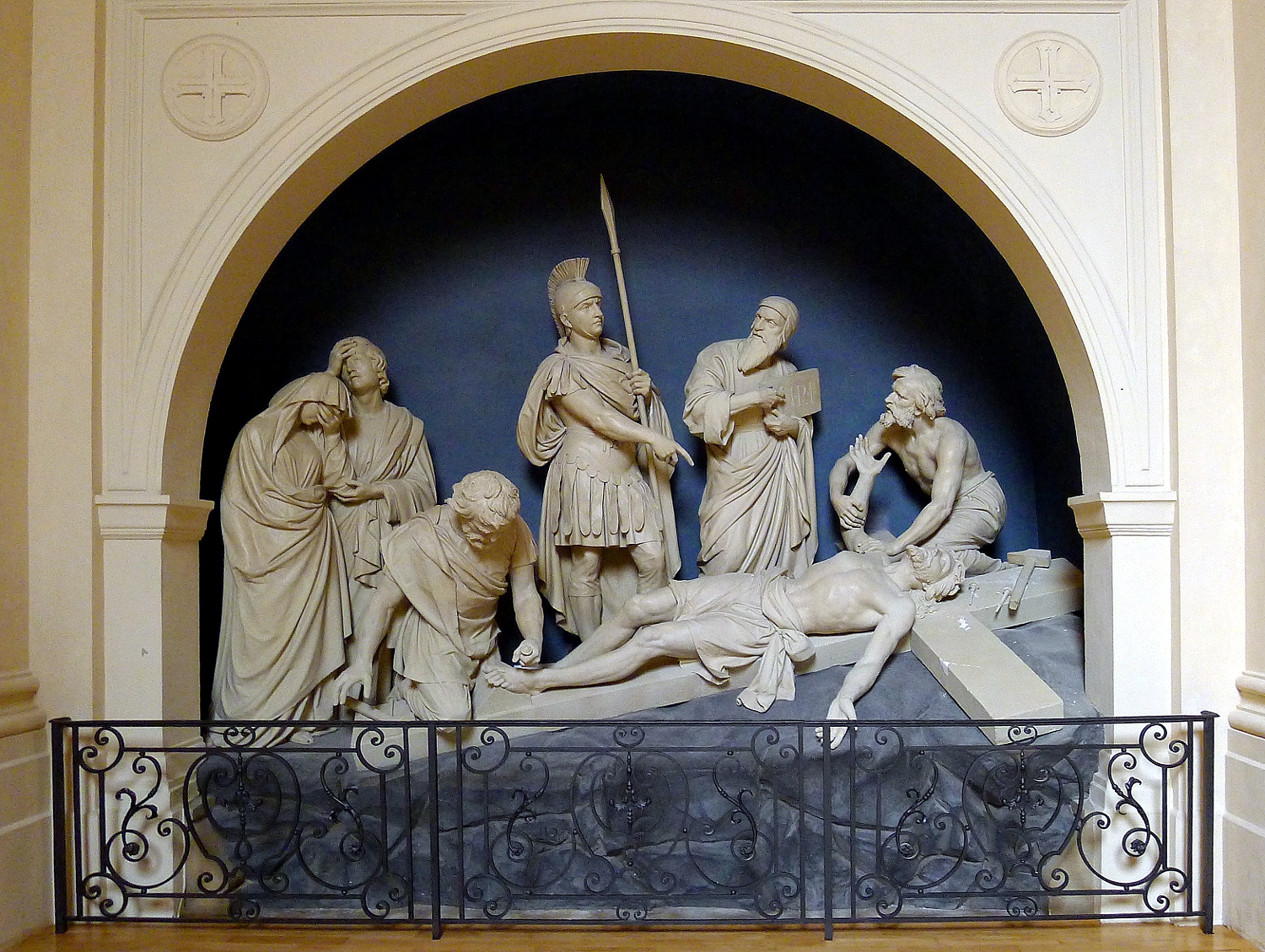
Mise en croix, Paris, église Saint-Roch, chapelle du Calvaire.
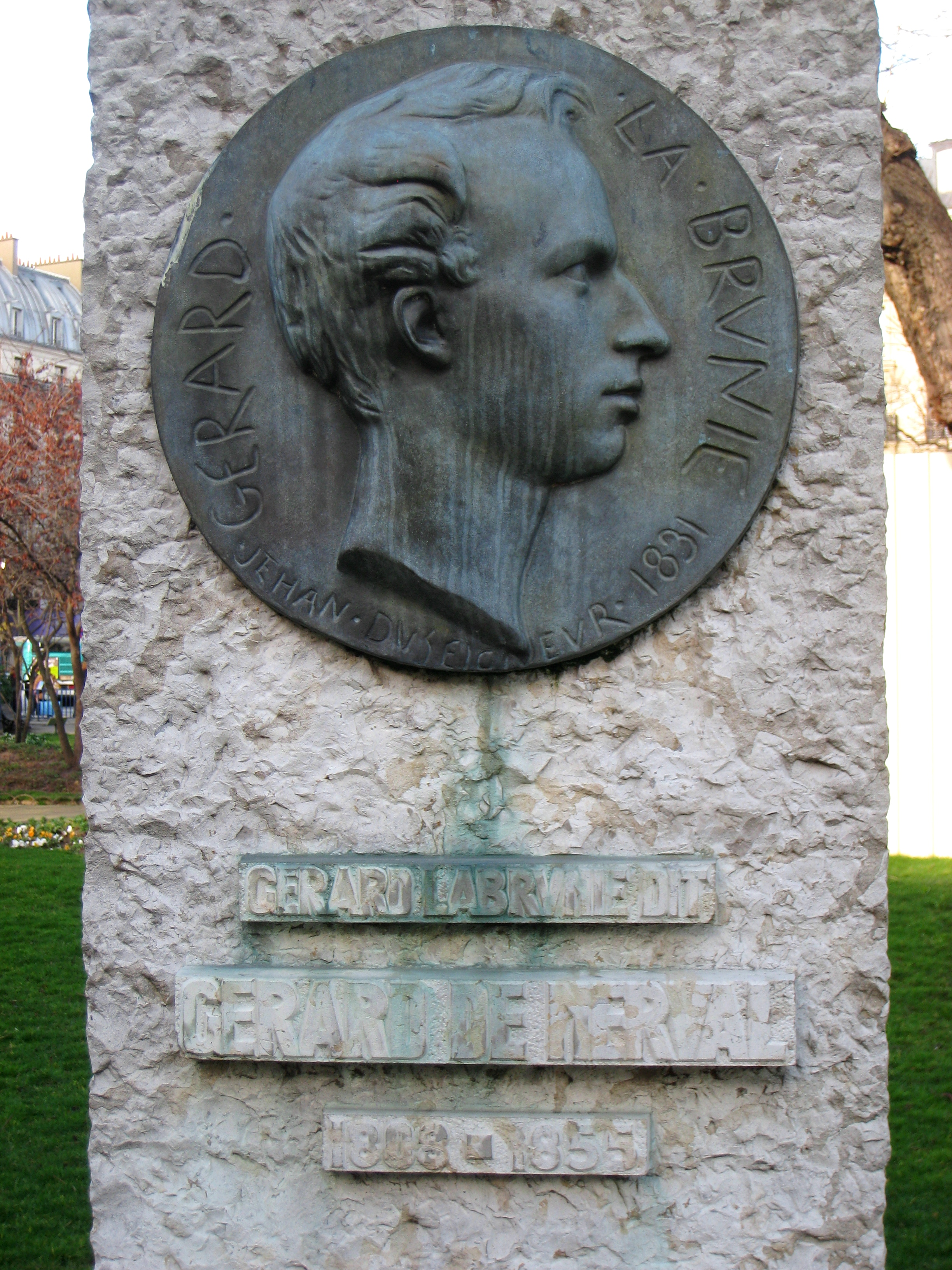
Gérard de Nerval (1831), Paris, square de la Tour-Saint-Jacques.
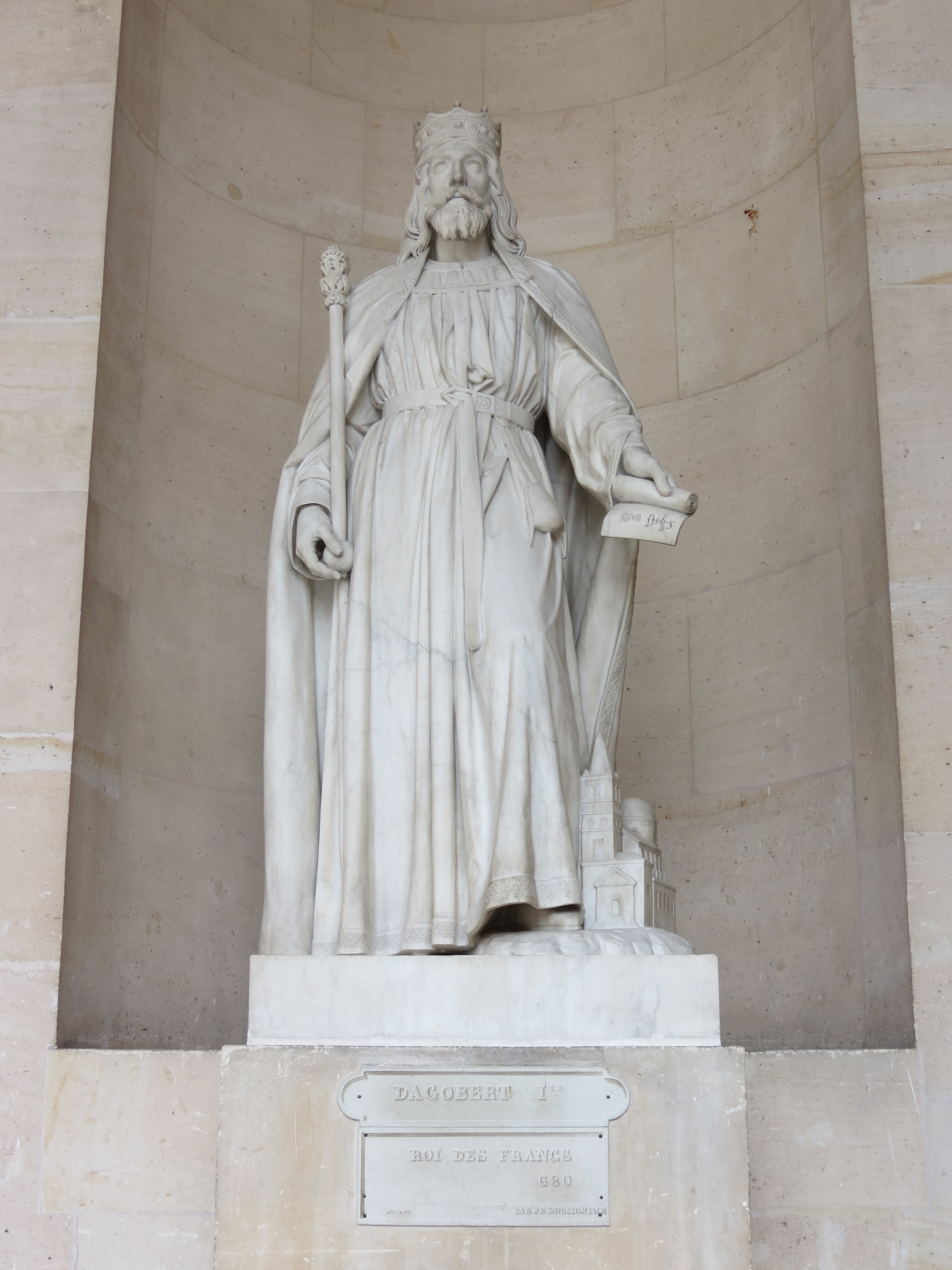
Dagobert Ier, château de Versailles.